# Los amantes mariposa
Los amantes mariposa (chino tradicional: 梁山伯與祝英台, chino simplificado: 梁山伯与祝英台, pinyin: Liáng Shānbó yǔ Zhù Yīngtái; a menudo abreviado como 梁祝, Liáng-Zhù) es una leyenda china sobre el trágico romance de dos enamorados, Liang Shanbo y Zhu Yingtai, cuyos nombres son el nombre de la leyenda en chino. Se la considera a veces el equivalente chino de Romeo y Julieta y es uno de los cuatro grandes cuentos populares de ese país, junto con la leyenda de la Serpiente Blanca, Lady Meng Jiang y El boyero y la tejedora..
Seis ciudades de China colaboraron en 2004 para presentar una petición formal para la proclamación como Obra maestra del patrimonio oral e intangible de la humanidad ( Archivado el 2 de octubre de 2012 en Wayback Machine.) de la leyenda en el portal de la Unesco, enviada en 2006 a través del Ministerio de Cultura de China.

## Resumen
La historia se ubica durante la dinastía Jin oriental.
Una joven, de nombre Zhu Yingtai, de Shangyu, Zhejiang, fue la novena y única hija de una rica familia. Aunque tradicionalmente los estudios académicos se reservaban para los varones, la muchacha convence a su padre de que la deje seguirlos y con su aprobación se disfraza de hombre, viajando a Hangzhou para estudiar. Durante su viaje, se encuentra y sigue camino con Liang Shanbo, otro joven estudioso y pronto compañero de escuela de Kuají (會稽, que ahora se conoce como Shaoxing) en la misma provincia. Estudian juntos por tres años, durante los cuales su amistad se estrecha y Zhu Yingtai se enamora de él. Cuando se separan, Zhu se ofrece para arreglar que Liang se case con su supuesta hermana de 16 años. Cuando Liang viaja a casa de Zhu, descubre que en realidad se trata de ella y que es una mujer. Aunque devotos y apasionados el uno del otro a estas alturas, Zhu sin embargo ha sido comprometida con Ma Wencai (馬文才, Mǎ Wéncái), un acomodado mercader con quien sus padres han concertado que se case. Deprimido, Liang enferma y muere mientras ejerce tareas de magistrado del condado. En el día en que la igualmente triste Zhu va a casarse con Ma, un remolino de viento impide que el cortejo nupcial escolte a Zhu más allá de la tumba de Liang. Zhu deja la procesión para presentar sus respetos a Liang. La tumba de Liang se abre por la tormenta, y la debilitada Zhu entra para reunirse con él, desplomándose muerta. Una pareja de mariposas surge de la tumba y se aleja volando.

## Registros históricos
El registro más antiguo de la leyenda puede rastrearse hasta llegar a finales de la dinastía Tang. En los Registros de la casa de Xuan (宣室志, Xuānshì Zhì), el autor Zhang Du (張讀; que floreció aproximadamente hacia 850-880) escribió:

Yingtai, la hija de la familia Zhu en Shangyu, vestida como un hombre, estudió con Liang Shanbo de Kuaiji. El nombre de cortesía de Shanbo era Churen (處仁, Chùrén). Zhu Yingtai volvió primero a casa. Dos años después, Liang Shanbo la visitó, para encontrarse con que se trataba de una mujer, sufriendo así un sentimiento de pérdida. Shanbo preguntó a los padres de Zhu si podía casarse con ella, pero su familia había prometido ya casarla dentro de la familia Ma. Shanbo tomó posesión como magistrado en Yin (鄞, Yín, en la zona occidental de lo que hoy es Ningbo), murió más tarde ejerciendo su cargo, y se le enterró en algún lugar al oeste de la ciudad de Mao (鄮, Mào, parte oriental de la actual Ningbo). Cuando Zhu Yingtai fue llevada en una barca para dirigirse a la familia Ma, la barca se detuvo junto a una tumba y no pudo moverse más allá por culpa de los vientos y remolinos. Tras conocer que la tumba pertenecía a Liang Shanbo, Zhu Yingtai bajó a tierra y lloró, la tumba se abrió por sí misma: Zhu Yingtai fue enterrada en su interior. Xie An, que entonces era el canciller de China, declaró el monumento como Tumba de la mujer virtuosa.

La leyenda está recogida también en varios registros oficiales, como las Crónicas del distrito de Yin (鄞縣志, Yín Xiàn Zhì), Las crónicas de la prefectura de Ningbo (寧波府志, Níngbō Fǔzhì) y Nuevas crónicas del arroyo de Jing en Yixing (宜興荊溪新志, Yíxīng Jīngxī Xīnzhì).

## Interpretaciones artísticas
La leyenda ha sido adaptada a la ópera tradicional china, en diferentes variedades locales, como Liang Zhu en la Ópera Yue (también llamada ópera Shaoxing, para no confundir con la ópera cantonesa) y en la obra A la sombra del sauce (柳蔭記, Liǔyìn Jì) de la ópera Sichuan. La versión de la ópera Shaoxing se adaptó al cine en una película en color en los años 1950 () en la República Popular China. El rodaje, a cargo del Ministerio de Cultura y la Comisión Oriental Militar y Política, tuvo lugar en Shangyu, el legendario pueblo natal de Zhu.
La leyenda también inspiró la composición del concierto para violín 'Los amantes mariposa' o, como se lo conoce en chino, concierto para violín Liang Zhu. Se trata de una obra para violín y orquesta, de los compositores chinos He Zhanhao y Chen Gang escrita en 1958. La obra ha sido la recreación musical más popular de la leyenda. Con casi 30 minutos de duración, es uno de los clásicos de la moderna música china. Durante la década de 1970, la emisora de televisión TVB de Hong Kong adaptó la leyenda como miniserie musical, con Roman Tam y Susanna Kwan en los papeles vocales de la banda sonora que compusiera Joseph Koo. Al menos dos películas la han utilizado como tema musical: The Lovers (, ) dirigida por Tsui Hark y con la actuación de Charlie Yeung Choi-Nei y Nicky Wu en Hong Kong; y por otra parte The Butterfly Lovers (, ), película de animación dirigida por Tsai Min-chin con la actuación de talentos como Elva Hsiao (蕭亞軒), René Liu (劉若英) y Jacky Wu (吳宗憲) en Taiwán.
En 1981 Jann Paxton, que trabajaba en el programa de artes teatrales de la Old Dominion University en Norfolk, Virginia, conoció el concierto para violín de los amantes mariposa gracias a un estudiante de intercambio chino de la etnia Han.

## Grabaciones musicales
- Datos: Q1328936
- Multimedia: Butterfly Lovers / Q1328936